# Rose Laurens
Rose Laurens (Rose Podwojny; 4 de marzo de 1953 – 29 de abril de 2018) fue una cantante y compositora francesa, reconocida especialmente por su sencillo de 1983 "Africa", un éxito en las listas en algunos países de Europa. También cantó la versión original de "J'avais rêvé d'une autre vie" en el álbum conceptual francés Les Misérables, canción que más tarde se adaptó al inglés con el nombre "I Dreamed a Dream".
El 29 de abril de 2018, el compañero de Laurens, Christian Soulié, anunció el fallecimiento de la cantante, que llevaba varios años luchando contra una larga enfermedad.

## Discografía

### Álbumes
- 1972 :  Sandrose
- 1980 : Les Misérables
- 1982 : Déraisonnable
- 1983 : Vivre
- 1984 : Africa - Voodoo Master
- 1986 : Écris ta vie sur moi
- 1990 : J'te prêterai jamais
- 1995 : Envie
- 2001 : L'ombre d'un géant
- 2015 : DNA

### Compilados
- 1986 : Rose Laurens - Compilation
- 1991 : 17 Grands Succès de Rose Laurens
- 1996 : The Very Best of Rose Laurens

### Colaboraciones
- 1994 : Yves Duteil - Entre Elles et Moi
- 1995 : Gay Anthems